# Thomas Diethart
Thomas Diethart (Tulln an der Donau, 25 febbraio 1992) è un ex saltatore con gli sci austriaco.

## Biografia
In Coppa del Mondo ha esordito il 3 gennaio 2011 a Innsbruck (28°), ha ottenuto il primo podio il 29 dicembre 2013 a Oberstdorf (3º) e la prima vittoria il 1º gennaio 2014 a Garmisch-Partenkirchen. Pochi giorni dopo ha conquistato da debuttante la 62ª edizione del Torneo dei quattro trampolini.
Ha esordito ai Giochi olimpici invernali a Soči 2014 (4º nel trampolino normale, 32º nel trampolino lungo, 2º nella gara a squadre) e ai Campionati mondiali a Falun 2015 (27º nel trampolino normale).

## Palmarès

### Olimpiadi
- 1 medaglia:
  - 1 argento (gara a squadre a Soči 2014)

### Coppa del Mondo
- Miglior piazzamento in classifica generale: 8º nel 2014
- 7 podi (3 individuali, 4 a squadre):
  - 4 vittorie (2 individuali, 2 a squadre)
  - 1 secondo posto (a squadre)
  - 2 terzi posti (1 individuale, 1 a squadre)

#### Coppa del Mondo - vittorie
| Data            | Località               | Nazione   | Trampolino                                                                           |
| --------------- | ---------------------- | --------- | ------------------------------------------------------------------------------------ |
| 1º gennaio 2014 | Garmisch-Partenkirchen | Germania  | Große Olympiaschanze HS140                                                           |
| 6 gennaio 2014  | Bischofshofen          | Austria   | Paul Ausserleitner HS140                                                             |
| 1º marzo 2014   | Lahti                  | Finlandia | Salpausselkä HS130 (con Stefan Kraft, Michael Hayböck e Gregor Schlierenzauer)       |
| 22 marzo 2014   | Planica                | Slovenia  | Bloudkova velikanka HS139 (con Stefan Kraft, Andreas Kofler e Gregor Schlierenzauer) |

#### Torneo dei quattro trampolini
- Vincitore del Torneo dei quattro trampolini nel 2014
- 3 podi di tappa[3]:
  - 2 vittorie
  - 1 terzo posto

### Campionati austriaci
- 3 medaglie[4]:
  - 2 ori (gara a squadre HS98 nel 2013; gara a squadre nel 2016)
  - 1 bronzo (gara a squadre nel 2011)